# جیم دانکن (بازیکن فوتبال)
جیم دانکن (انگلیسی: Jim Duncan؛ زادهٔ ۲ آوریل ۱۹۳۸) بازیکن فوتبال اهل بریتانیا است.
از باشگاه‌هایی که در آن بازی کرده‌است می‌توان به باشگاه فوتبال هال سیتی و باشگاه فوتبال برادفورد سیتی اشاره کرد.